# Sam Savage
Sam Savage (Camden, Dél-Karolina, 1940. november 9. – Madison, Wisconsin, 2019. január 17.) amerikai író, költő.

## Művei
- The Criminal Life of Effie O. (2005)
- Firmin – Egy alvilági élősdi kalandjai a nagyvárosban (Firmin: Adventures of a Metropolitan Lowlife) (2006); ford. Boris János, Európa, Bp., 2011
- The Cry of the Sloth: The Mostly Tragic Story of Andrew Whittaker, Being his Collected, Final, and Absolutely Complete Works (2009)
- Glass (2011)
- The Way of the Dog (2013)
- It Will End with Us (2014)
- Zero Gravity (1981–2015, versgyűjtemény)

## Magyarul
- Firmin. Egy alvilági élősdi kalandjai a nagyvárosban; ford. Boris János; Európa, Bp., 2011